# 불시해탈
불시해탈(不時解脫, 산스크리트어: asāmayikī vimuktiḥ, asamaya-vimukti, asamaya-mukta, asamaya-vimukta, 영어: liberation not contingent on time) 또는 부동심해탈(不動心解脫)은 불교의 성자들 중 아라한의 한 부류를 일컫는 말로서 시해탈(時解脫) 즉 대시해탈(待時解脫) 즉 시애심해탈(時愛心解脫)의 상대가 되는 것으로, 근기가 예리하여 때를 기다림 없이 언제든지 능히 선정(특히 멸진정)에 들 수 있는 아라한, 즉, 뛰어난 인연을 만난 때가 아니어도 언제든지 심해탈(心解脫) 즉 8해탈(八解脫, 특히 멸수상정해탈)에 들 수 있는 아라한, 즉, 해탈장(解脫障)을 완전히 벗어난 아라한을 말한다.
달리 말하면, 불시해탈은 퇴법아라한 · 사법아라한 · 호법아라한 · 안주법아라한 · 감달법아라한 · 부동법아라한의 6종아라한(六種阿羅漢) 중 마지막 부동법아라한에 해당한다. 즉, 아라한을 크게 둔근과 이근의 근기에 따라 나눌 때 시해탈은 둔근의 아라한이고 불시해탈은 이근의 아라한이다.
'불시해탈(不時解脫)' 또는 '시해탈(時解脫)'에서의 때[時] 즉 뛰어난 인연이란, 《아비달마대비바사론》제101권에 따르면, 여럿이 있지만 요약하면 6가지가 있는데, 좋은 옷[好衣] · 좋은 음식[好食] · 좋은 침구[好臥具] · 좋은 처소[好處所] · 좋은 설법[好說法] · 좋은 보특가라[好補特伽羅時, 좋은 사람 好人]을 만나게 된 때이다. 즉, 불시해탈은 이러한 조건에 구애되지 않고 언제든지 선정 즉 8해탈에 들 수 있는 선정력이 있는 아라한을 말한다.
여기서, 8해탈(八解脫)은 다음과 같다. 8해탈은 유루의 해탈로서, 유루의 선정인 4선 · 4무색정 · 멸진정의 9차제정(九次第定)과 사실상 동의어라고 할 수 있다.
1. 내유색상관외색해탈(內有色想觀外色解脫)
2. 내무색상관외색해탈(內無色想觀外色解脫)
3. 정해탈신작증구족주(淨解脫身作證具足住)
4. 공무변처해탈(空無邊處解脫)
5. 식무변처해탈(識無邊處解脫)
6. 무소유처해탈(無所有處解脫)
7. 비상비비상처해탈(非想非非想處解脫)
8. 멸수상정해탈(滅受想定解脫)

불시해탈(不時解脫)은 다음의 분류 또는 체계에 속한다.
- 아라한의 한 부류이다.
- 아라한을 근기에 따라 크게 2유형으로 나눈 둔근의 시해탈과 이근의 불시해탈의 중의 하나이다.
- 퇴법아라한 · 사법아라한 · 호법아라한 · 안주법아라한 · 감달법아라한 · 부동법아라한의 6종아라한(六種阿羅漢) 중 마지막 부동법아라한에 해당한다.
- 퇴법아라한 · 사법아라한 · 호법아라한 · 안주법아라한 · 감달법아라한 · 부동법아라한 · 불퇴법아라한의 7종아라한(七種阿羅漢) 중 부동법아라한 · 불퇴법아라한을 통칭한다.

## 같이 보기
- 성자 (불교)
- 7성(七聖)
- 혜해탈(慧解脫)
- 심해탈(心解脫)
- 구해탈(俱解脫)
- 9무학(九無學)
- 18유학(十八有學)